# Krjuki

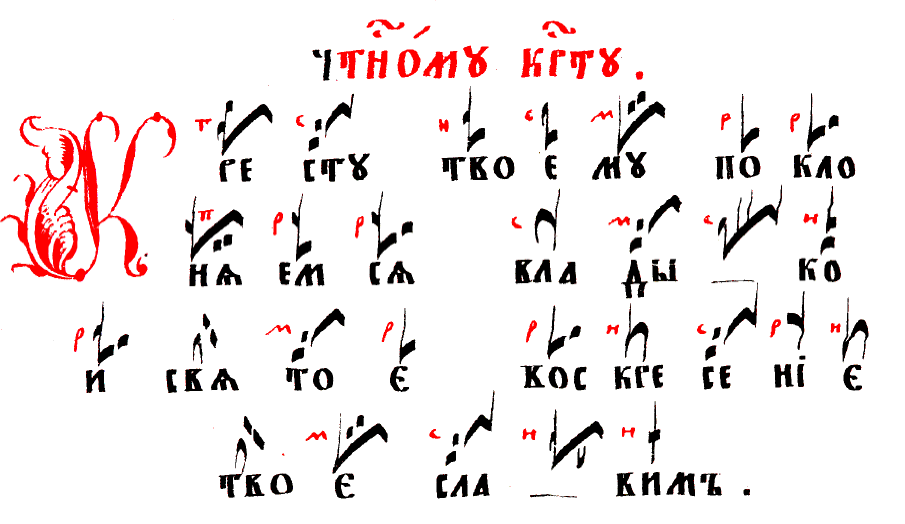
Beispiel von Snamennyj-Notation mit Krjuki, wie die Altgläubigen sie noch immer benutzen.

Krjuki (russisch крюки, „Haken“ oder Snamjona, знамёна, „Zeichen, Markierung“, auch Altrussische Neume) bezeichnet die Notenzeichen in der Notation des altrussischen Kirchengesanges, Snamennoje penije (Знаменное пение) genannt. Die Krjuki stehen aus historischer Sicht in Verbindung mit der byzantinischen Notation bzw. deren Notenzeichen.
Der Unicodeblock Snamennyj-Notenschrift (engl.: Znamenny Musical Notation, U+1CF00 bis U+1CFCF) enthält die Musiknoten der Krjuki-Notation.

## Quelle
- Schülerduden, 4. Auflage, ISBN 978-3-411-05394-0, S. 223
- Вургафт С.Г., Ушаков И.А. Старообрядчество. Лица, события, предметы и символы. Опыт энциклопедического словаря, Москва 1996 / Vurgaft S.G., Ušakov I.A. Staroobrjadčestvo. Lica, sobytija, predmety i simvoly. Opyt ėnciklopedičeskogo slovarja, Moskva 1996